# IMac
iMac — користувацький комп'ютер платформи Macintosh. Є розробкою компанії Apple Computer і є моноблоком. Постачається з процесором Intel Ivy Bridge.

## Історія
iMac став першим комп'ютером Apple Computer «нової ери», яка знаменується поверненням Стіва Джобса до керівництва компанією у 1997 році. На той час моноблок мав революційний дизайн і був виконаний з напів-прозорого пластику, що додавало моделі футуристичного і привабливого вигляду. Саме цей фактор спричинив широку популярність моделі серед користувачів, які вперше купували ПК.
В корпус були вбудовані динаміки, фото/відеокамера, бездротовий зв'язок Bluetooth і Wi-Fi. До комп'ютеру додавався пульт дистанційного керування, за допомогою якого можливо було управляти відтворенням музики, відео і фотоколекцій (пріоритет на цю ідею належить патенту України на винахід № 14531 A, заявленому у грудні 1994 року). В ньому було запропоновано запровадити пульт дистанційного керування для мультимедійного комп'ютера з метою дистанційного керування включенням/виключенням приводу CD-ROM, гучністю і тембром звучання, стереобалансом і шириною стереобази, санкціонованим включенням комп'ютера, запуском або перериванням тих чи інших програмних засобів із заготовленого переліку, управління яскравістю, контрастністю і кольоровою насиченістю відеоінформації на моніторі, вибором необхідного запису на CD-ROM і режиму його відтворення, а також перемиканням TV-програм, управління захопленням кадру, відображенням TV-програм на моніторі незалежно від роботи інших програмних засобів).

## Моделі

### iMac (Tray Loading) (також знаний якiMac G3)
- 15 серпня 1998 — iMac 233 MHz (Revision A) (M6709LL/A). 233 MHz процесор. Відеокарта ATI Rage IIc з 2 MB SGRAM. Доступний тільки в Bondi Blue кольорі, перезавантаження, шляхом утримання кнопки живлення.
- 17 жовтня 1998 — iMac 233 MHz (Revision B) (M6709LL/B). Легке оновлення з Mac OS 8.5, ATI Rage Pro Graphics з 6 megabytes of SGRAM, перезавантаження, шляхом утримання кнопки живлення.
- 5 січня 1999 — iMac 266 MHz (Revision C, «Five Flavors») (M7389LL/A, M7345LL/A, M7392LL/A, M7390LL/A, M7391LL/A). 266 MHz процесор. IrDA port and mezzanine slot removed. Відеокарта ATI Rage Pro Turbo з 6 MB SGRAM. Доступний у Strawberry (червоний), Blueberry (синій), Lime (зелений), Grape (пурпуровий), and Tangerine (помаранчевий) кольорах. Ціна зменшена на US$100.
- 14 квітня 1999 — iMac 333 MHz (Revision D). Процесор 333 MHz.

### iMac з дисплеєм Retina 5К
16 жовтня 2014 року компанія Apple випустила нову модифікацію IMac — з 27" дисплем Retina 5К, що має роздільну здатність 5120 × 2880.
Інші характиристики такі:
- процесор: 3.5 GHz (i5-4690) Intel Core i5 з кешем L3 6 MB (або 4-х ядерний 4.0 GHz Intel Core i7 з кешем L3 8 MB);
- ОЗП: 8 GB;
- Відео: AMD Radeon R9 M290X з 2GB GDDR5 SDRAM;
- ЖДД: 1 TB Fusion;
- Мережі: Internal AirPort Extreme 802.11a/b/g/n/ac; Gigabit Ethernet; Bluetooth 4.0;
- Порти: 2 2x Thunderbolt;
- Відеокамера: FaceTime HD camera 720p.